# (31721) 1999 JB60
1999 JB60 (asteroide 31721) é um asteroide da cintura principal. Possui uma excentricidade de 0.21745700 e uma inclinação de 14.26999º.
Este asteroide foi descoberto no dia 10 de maio de 1999 por LINEAR em Socorro.